# Паралінгвістика
Паралінгвістика (грец. παρά — «біля») — розділ мовознавства, що вивчає невербальні засоби, які разом із вербальними передають інформацію в складі мовленнєвого повідомлення, а також сукупність таких засобів.
Паралінгвістичні засоби не входять у систему мови та не є мовленнєвими одиницями, однак певною мірою представлені в кожній одиниці, супроводжуючи мовлення.

## Види паралінгвістичних засобів
Розрізняють три види паралінгвістичних засобів:
- фонаційні — темп, тембр, гучність мови, наповнювачі пауз (наприклад, е-е, м-м), мелодика мови, діалектні, соціальні або ідіолектні особливості артикуляції звуків;
- кінесичні — жести, поза, міміка мовця;
- графічні — особливості почерку, графічні додатки до букв, замінники літер (&, § тощо).

Вибір мовцем того чи іншого втілення паралінгвістичного засобу відрізняється непередбачуваністю, на відміну від лінгвістичних засобів; так, інтонаційне оформлення питаття в мові задане, тому має вважатися лінгвістичним засобом, тоді як його тембральне забарвлення заздалегідь не відоме і є паралінгвістичним засобом (відповідно до іншої точки зору, критерієм виділення паралінгвістичних засобів є не їхня довільність, а той факт, що вони не входять до системи фонологічних протиставлень даної мови, хоча обов'язкові для реалізації в мовленні).

## Функції паралінгвістичних засобів
Паралінгвістичні засоби можуть виконувати наступні функції стосовно вербальної складової висловлювання:
- внесення додаткової інформації (у тому числі й такої, що суперечить вербальній, як у випадках озвучення тексту, що містить позитивну оцінку, з фонаційними характеристиками, які несуть значення заперечного ставлення);
- заміщення вербального елемента (наприклад, використання заперечного жесту);
- поєднання з вербальними засобами для вираження загального змісту («Я хочу цю червону кулю» + вказівний жест).

Паралінгвістичні засоби можуть служити джерелом інформації про мовця, оскільки часто відображають його соціальні, вікові риси, а також містять етнолінгвістичну складову.